# Ruskovce
Ruskovce es un municipio del distrito de Sobrance en la región de Košice, Eslovaquia, con una población estimada a final del año 2024 de 236 habitantes.
Se encuentra ubicado al noreste de la región, en la cuenca hidrográfica del río Bodrog (afluente derecho del Tisza) y cerca de la frontera con la región de Prešov y Ucrania.

## Demografía
| Año        | 1994 | 2004    | 2014     | 2024     |
| ---------- | ---- | ------- | -------- | -------- |
| Población  | 235  | 236     | 264      | 236      |
| Diferencia |      | +0,42 % | +11,86 % | −10,60 % |

| Año        | 2023 | 2024 |
| ---------- | ---- | ---- |
| Población  | 236  | 236  |
| Diferencia |      | +0 % |